# Gornja Bebrina
Gornja Bebrina je naselje u Brodsko-posavskoj županiji, u općini Klakar.

## Zemljopis
Gornja Bebrina se nalazi istočno od Slavonskoga Broda, susjedna naselja su Klakar na istoku te Rušćica na zapadu.

## Stanovništvo
Prema popisu stanovništva iz 2021. godine Gornja Bebrina je imala 393 stanovnika. 
| broj stanovnika | 602   | 632   | 616   | 652   | 674   | 692   | 645   | 653   | 637   | 632   | 606   | 577   | 548   | 503   | 513   | 487   | 393   |
|                 | 1857. | 1869. | 1880. | 1890. | 1900. | 1910. | 1921. | 1931. | 1948. | 1953. | 1961. | 1971. | 1981. | 1991. | 2001. | 2011. | 2021. |

## Vanjske poveznice
- O Donjoj Bebrini na općinskim stranicama  Arhivirana inačica izvorne stranice od 2. listopada 2008. (Wayback Machine)